# أونيكس (فرقة)
أونيكس أو العقيق (بالإنجليزية:Onyx) فرقة هيب هوب شديد (هارد-كور هيب هوب) أمريكية من جنوب جمايكا، كوينز ، نيويورك. الفرقة
تتكون من مؤديي راب الساحل
الشرقي: ستيكي فينغاز ، فريدو ستار ، سوني سيزا والراحل بيغ دس الذي ترك الفرقة بعد ألبومهم الأول

## ديسكوغرافيا

### ألبومات الاستوديو
| العنوان            | معلومات الألبوم                                                                                        | الترتيب      | الترتيب                         | شهادات التسجيل   |
| العنوان            | معلومات الألبوم                                                                                        | بيل بورد 200 | أفضل ألبومات الراب والأر اند بي | شهادات التسجيل   |
| ------------------ | --- | ------------ | ------------------------------- | ---------------- |
| Bacdafucup         | - سنة الإصدار: 1993 - شركة التسجيلات: Jam Master Jay ، Def Jam - الصيغة: CD، شريط مدمج، تحميل رقمي، LP | 17           | 8                               | - RIAA: Platinum |
| All We Got Iz Us   | - سنة الإصدار: 1995 - شركة التسجيلات: JMJ، Def Jam - الصيغة: قرص مضغوط، شريط مدمج، تحميل رقمي، LP      | 22           | 2                               |                  |
| Shut 'Em Down      | - سنة الإصدار: 1998 - شركة التسجيلات: JMJ، Def Jam - الصيغة: CD، شريط مدمج، تحميل رقمي، LP             | 10           | 3                               |                  |
| Bacdafucup Part II | - سنة الإصدار: 2002 - شركة التسجيلات: Koch - الصيغة: CD، تحميل رقمي                                    | 46           | 11                              |                  |
| Triggernometry     | - سنة الإصدار: 2003 - شركة التسجيلات: D3 Entertainment - الصيغة : CD، تحميل رقمي                       | –            | 66                              |                  |
| Wakedafucup        | - سنة الإصدار: 2014 - شركة التسجيلات: Mad Money - الصيغة: CD، MD، LP                                   | –            | –                               |                  |

### ألبومات التجميع
| سنة الإصدار | الألبوم                                                                      |
| ----------- | ---------------------------------------------------------------------------- |
| 2008        | Cold Case Files - سنة الإصدار: 2008 - شركة التسجيلات: Iceman                 |
| 2012        | Cold Case Files Volume 2 - سنة الإصدار: 2012 - شركة التسجيلات: Self-released |

## روابط خارجية
- أونيكس على موقع IMDb (الإنجليزية)
- أونيكس على موقع ميوزك برينز (الإنجليزية)
- أونيكس على موقع أول ميوزيك (الإنجليزية)
- أونيكس على موقع ديسكوغز (الإنجليزية)